# Denzitás
A denzitás a nyomdaiparban a fedettség jellemzésére használt mérőszám, mely a reflexiós vagy transzmissziós tényező tízes alapú negatív logaritmusából számítható.
A denzitás mérésére a mindennapi gyakorlatban fedettség mérő műszereket, ún. denzitométereket használnak.
A fogalmat a tudományban másra, például az egyes anyagok sűrűségével kapcsolatosan is használják. Az optikai denzitás mérésével a denzitometria foglalkozik. Rokon terület még a szenzitometria.

## Matematikai leírás
A Denzitás (jele: D) az opacitás tízes alapú logaritmusa, mely a szem élettani sajátosságaihoz igazodva az észlelhető eltérések objektív leírására alkalmas.
{\displaystyle D=logO=log{1 \over T}}
Használatos fogalmak még:
- D max: Maximális denzitás. Az a denzitás érték, amelynél nagyobb az adott fotóanyagon és adott kidolgozással már nem jöhet létre.
- D min: Minimális denzitás (alapfátyol). Az a denzitás érték, amelynél kisebb az adott fotóanyagon és adott kidolgozással már nem jöhet létre. Az exponálatlan területeken mérhető. Nem a megvilágítás következtében jön létre hanem az adott anyag és a kidolgozás alaptulajdonságai határozzák meg.

## Fotográfiai alkalmazás
A fogalom mind az analóg (filmek, fotópapírok), mind a digitális (szkennerek, digitális kamerák) képrögzítésben is használatos.

### Analóg
Az analóg fényérzékeny anyagoknál az anyag úgynevezett gradációjának meghatározásánál játszik szerepet. Ez leegyszerűsítve azt jelenti, hogy az expozíció során kapott, adott mértékű megvilágításkülönbségre a kidolgozott anyag mekkora sötétedéskülönbséggel (denzitás érték változással) reagál. Ha adott megvilágításkülönbségre az anyag kis denzitáskülönbséggel reagál lágy gradációjú, ha naggyal kemény gradációjú, a kettő közötti esetben pedig normál gradációjú.
A gradációt számszerűen a γ (gamma) érték fejezi ki. Ez az ún. jelleggörbe (más néven: gammagörbe) „egyenes” szakaszának meredekségével arányos érték (elvben az „egyenes” szakasznak a gammagörbe vízszintes tengelyével bezárt szöge alapján határozzák meg). Minél meredekebb ez a szakasz, annál nagyobb a gamma érték, illetve annál keményebb az anyag. A jelleggörbe vízszintes tengelyén a megvilágításértékek logaritmusát, a függőleges tengelyén a kidolgozás után mérhető denzitást tüntetik fel.
(A gamma érték kiszámítása a jelleggörbe „egyenes” szakaszának értelmezése függvényében különféle módszerekkel történik, ugyanis az „egyenes” szakasz gyakorlatilag sosem igazán egyenes.)

### Digitális
A digitális eszközök esetében a szkennereknél adnak meg denzitás értéket. Ez itt azt jelenti, hogy mi az a maximális világosságkülönbség amit a szkenner még felismerni képes (vagyis, hogy mennyire lát még részleteket a legsötétebb/világosabb képelemekben). Filmszkennereknél ez manapság (2006) a magasnak számító, 4-es vagy ennél magasabb értéket célszerű, hogy jelentsen tekintve, hogy a transzparens hordozójú fotóanyagok (filmek) potenciális árnyalatterjedelme a többszöröse a reflexiós hordozójúakénak (fotópapírok például).
Az analóg részben említett gradáció fogalom a digitális szóhasználatban kontraszt elnevezéssel használatos, nagyon hasonló tartalommal.

### Szakirodalom
- Hefelle József – Gloetzer László: Megvilágításmérés – szenzitometria. (Műszaki Könyvkiadó Budapest, 1978.)
- Buzás Ferenc: Reprodukciós fényképezés a nyomdaiparban. (Műszaki Könyvkiadó Budapest, 1982.)
- Új fotolexikon. Főszerk. Morvay György. Budapest: Műszaki. 1984. 68–72. o. ISBN 963-10-5372-5